# 海倫芬車站
海倫芬車站（荷蘭語：Station Heerenveen，西菲士蘭語: Stasjon It Hearrenfean）是荷蘭菲仕蘭省海倫芬的一座鐵路車站，位於阿納姆－呂伐登鐵路上，啟用於1868年1月15日，目前使用的車站建築則完工於1982年。海倫芬車站是菲仕蘭省流量第二大的車站，僅次於呂伐登車站。